# CAC/PAC JF-17 선더
CAC/PAC JF-17 선더(우르두어: جے ایف-17 گرج, 영어: CAC/PAC JF-17 Thunder) 또는 중화인민공화국 내 명칭인 FC-1 샤오룽(중국어: 枭龙)은 파키스탄 항공단지(PAC)와 중화인민공화국의 청두 항공기공업 그룹(CAC)이 공동으로 개발한 4세대 전투기이자 경량 단발 다목적 전투기이다. 이 전투기는 파키스탄 공군이 운용 중이던 3세대 A-5C, F-7P/PG, 다소 미라주 3, 다소 미라주 5 등의 노후 기체를 대체하기 위해 설계 및 개발되었다.
JF-17은 요격, 지상 공격, 대함 공격, 공중 정찰 등 다양한 임무를 수행할 수 있으며, ‘JF-17’이라는 명칭은 ‘Joint Fighter-17’의 약자로, 파키스탄과 중화인민공화국 간의 공동 개발을 의미한다. 번호 ‘17’은 파키스탄 공군이 이 기체를 F-16의 후속 전투기로 간주함을 나타낸다. 중국 내 명칭인 ‘FC-1’은 ‘Fighter China-1’을 뜻한다. JF-17은 공대공, 공대지, 대함 미사일, 유도 및 비유도 폭탄 등 다양한 무장을 탑재할 수 있으며, 23mm GSh-23-2 쌍열 기관포도 장비하고 있다. 엔진은 중국제 구이저우 WS-13 또는 러시아제 클리모프 RD-93 애프터버닝 터보팬을 사용하며, 최고 속도는 마하 1.6이다. JF-17은 파키스탄 공군의 주력기이자 실질적인 전력의 중추를 담당하며, F-16 전투기보다 절반 정도의 비용으로 운용이 가능하다.(Block II 기준 대당 약 2,500만 달러) JF-17은 2010년 2월부터 파키스탄 공군에 실전 배치되었다.
JF-17 기체의 약 58%는 파키스탄에서 생산되며, 여기에는 전방 동체, 주익, 수직 안정판이 포함된다. 나머지 42%는 중국에서 제작되며, 최종 조립과 양산은 파키스탄에서 이루어진다. 2015년 기준으로 파키스탄은 연간 16기의 생산 실적을 기록하였으며, 2016년부터는 연간 20기 생산 능력을 보유하게 되었다. 2017년 4월까지 파키스탄 항공단지는 Block 1 기체 70기, Block 2 기체 33기를 파키스탄 공군에 인도하였다. 2016년 기준으로, JF-17 기체들은 총 1만 9천 시간 이상의 작전 비행 기록을 달성하였다. 2017년부터는 조종사 전환 훈련과 작전 능력 향상을 위한 복좌형 JF-17B 개발이 시작되었으며, Block 2 기준 JF-17B는 2018년부터 양산에 들어가 2020년 12월까지 총 26기가 납품되었다. 이후 2020년 12월부터는 AESA(능동 전자주사식 위상배열) 레이더, 성능 향상된 RD-93MA 엔진, 광각 HUD, 전자전 장비, 추가 하드포인트, 향상된 무장 탑재 능력 등을 갖춘 JF-17 Block 3의 양산이 시작되었다.
JF-17이 실전에 투입된 예시로는 2014년과 2017년에 파키스탄-아프가니스탄 국경 근처 북와지리스탄 지역에서 테러리스트 기지를 정밀 유도 및 비유도 무기로 타격한 것이 있으며, 2017년에는 파키스탄-이란 국경의 발루치스탄에서 이란군 무인기를 격추하였다. 2019년 인도-파키스탄 간 잠무 카슈미르 공습과 그에 따른 공중전에서도 투입되었으며, 2024년에는 이란 시스탄·발루치스탄 지역 내 발루치스탄 분리주의 무장 세력을 겨냥한 공습에서 사용되었다. 같은 해 3월과 12월에는 아프가니스탄 내 파키스탄 탈레반 은신처에 대한 공습에서도 JF-17이 사용되었다. 파키스탄 외에도 나이지리아 공군은 자국 내 반테러 및 반정부 무장세력 진압 작전에 JF-17을 실전 운용하고 있으며, 미얀마 공군 역시 반군 진압 작전에 이 기체를 자주 출격시키고 있다.

## 개발

### 배경

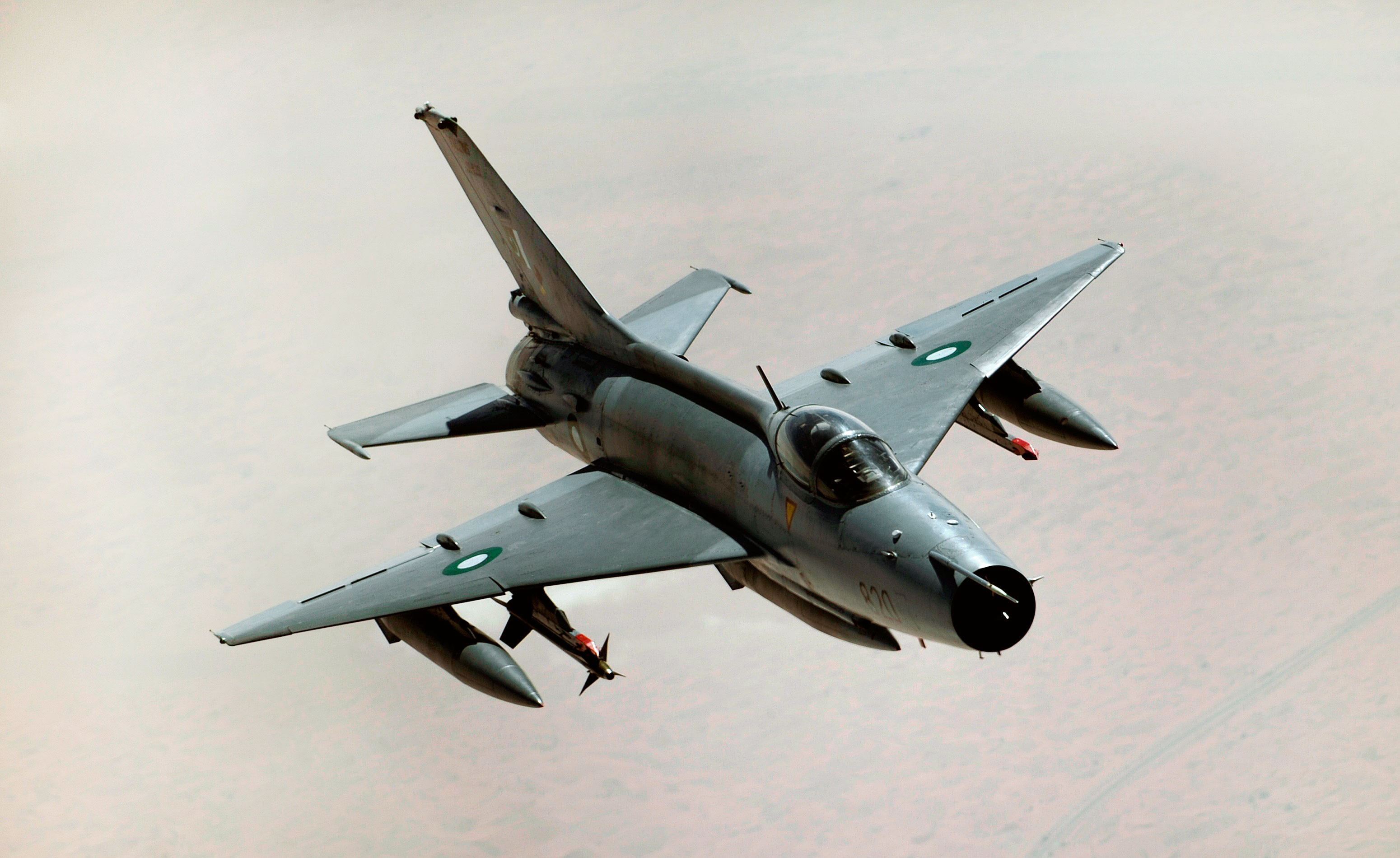
파키스탄 공군이 사용하던 청두 J-7.

JF-17은 파키스탄 공군(PAF)의 요구를 충족시키기 위해 설계 및 개발되었다. 파키스탄 공군은 제재를 받지 않고, 저비용으로 도입 가능한 4세대 경량 다목적 전투기를 필요로 했으며, 이는 당시 대규모로 운용 중이던 난창 A-5C 전폭기, 청두 F-7P/PG 요격기, 다소 미라주 III/5 전투기 등을 대체하기 위한 목적이었다. JF-17 개발 비용은 총 5억 달러로, 파키스탄과 중국이 절반씩 부담하였다.
이 전투기는 또한 서방제 고성능 전투기에 비해 저렴하면서도 경쟁력 있는 대안을 제공함으로써 수출 시장을 겨냥한 기체이기도 했다. JF-17 개발은 중국의 대표적인 항공기 설계자인 양웨이(杨伟)가 주도했으며, 그는 첨단 스텔스 전투기 청두 J-20을 설계한 인물로도 알려져 있다.
1989년까지 파키스탄은 미국의 경제 제재로 인해, 미국 그러먼과 중국이 협력하여 추진하던 ‘세이버 II(Sabre II)’ 프로젝트를 포기하고, 대신 청두 F-7 기체의 재설계 및 성능 개량을 선택하였다. 그 이전인 1988년, 중국과 그루먼은 ‘슈퍼 7(Super 7)’이라는 명칭의 F-7 개량형에 대한 9개월간의 기초 설계를 수행하고 있었다. 그러나 1989년 천안문 사건 이후 중국에 대한 국제적 제재로 인해 그루먼은 해당 프로젝트에서 철수하였다.
그루먼이 철수한 이후, 1991년 중국은 ‘파이터 차이나(Fighter China)’ 프로젝트를 새롭게 시작하였고, 1995년에는 파키스탄과 중국이 새로운 전투기를 공동으로 설계 및 개발하기 위한 양해각서(MoU)를 체결하였다. 이후 몇 년간 양국은 프로젝트 세부 내용을 조율하였으며, 같은 해 6월에는 러시아 미코얀 설계국(Mikoyan)이 설계 지원을 위해 참여하게 되었고, 청두 항공기공업 그룹(CAC)에서 다수의 엔지니어들이 파견되기도 했다.

### 프로젝트 추진

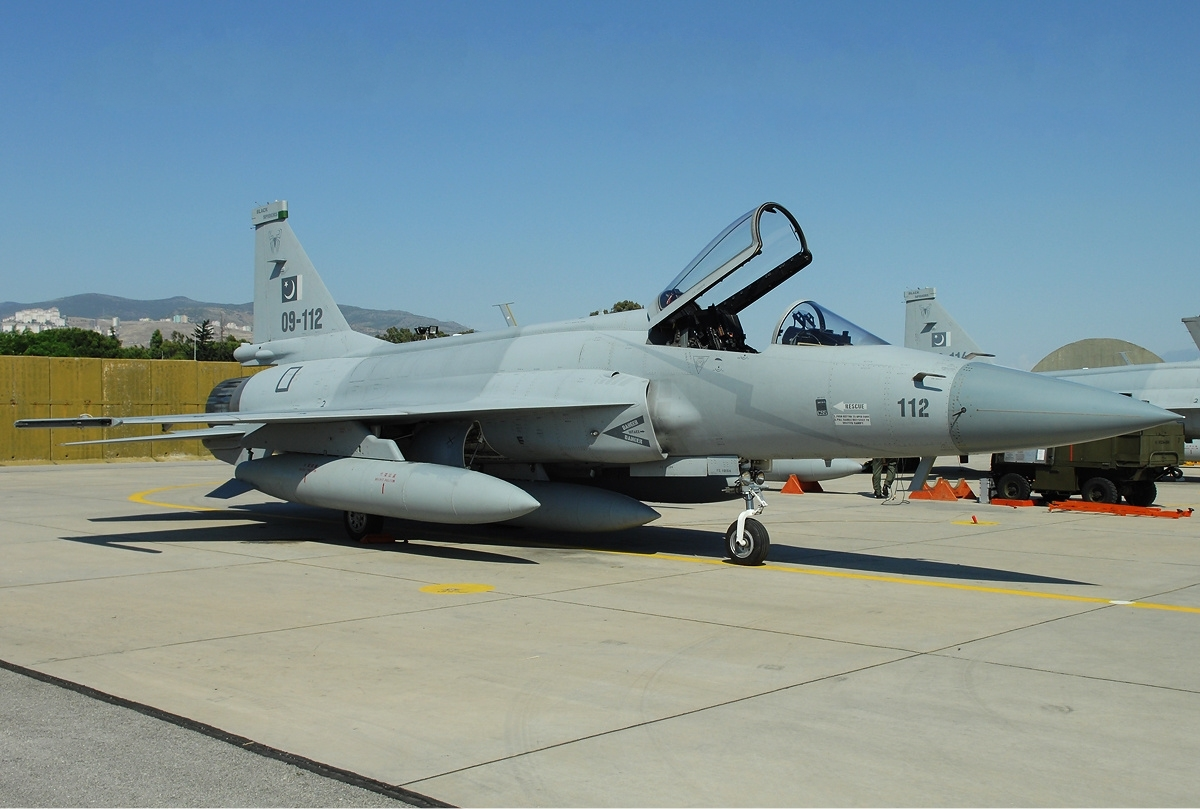
2011년 이즈미르 에어쇼에 등장한 파키스탄 공군의 JF-17.

1995년 10월, 파키스탄은 FC-1 전투기(슈퍼-7)의 항공전자장비(아비오닉스)를 공급하고 통합할 서방 기업을 연말까지 선정할 예정이라고 보도되었다. 이 항공전자장비에는 레이더, 관성항법장치(INS), 헤드업 디스플레이(HUD), 다기능 디스플레이(MFD) 등이 포함될 것으로 예상되었다. 입찰에는 프랑스 톰슨-CSF(다중 목표 도플러 레이더 RDY 변형), 사젬(ROSE 업그레이드와 유사한 아비오닉스 패키지), 영국 마코니 일렉트로닉 시스템즈(블루 호크 레이더)가 참여하였다. 그러나 파키스탄 공군(PAF)과의 기존 협력 관계로 인해 이탈리아 FIAR(현 SELEX 갈릴레오)의 Grifo S7 레이더가 선정될 것으로 예측되었다.
1998년 2월, 파키스탄과 중국은 기체 개발을 위한 의향서(LOI)를 체결하였으며, 러시아의 클리모프는 이 전투기의 동력원으로 RD-33 터보팬 엔진의 파생형을 제안하였다. 1999년 4월에는 남아프리카 공화국의 Denel사가 슈퍼-7에 원거리 공대공 전투용 T-다터(BVR AAM)를 무장으로 제공할 것을 제안했는데, 이는 기존에 언급되었던 R-다터 대신이었다.
한편, 1987년 프랫 & 휘트니는 슈퍼-7 프로젝트에 대해 PW1212, F404, PW1216 등 세 가지 엔진 옵션을 제시했고, 해당 엔진들을 중국 또는 파키스탄 내에서 면허 생산하는 방안도 논의되었다. 롤스로이스는 RB199-127/128 터보팬 엔진을 제안했으나, 이 계획은 1989년에 폐기되었다.
1999년 6월, 청두 FC-1/슈퍼-7을 공동 개발하고 생산하기 위한 계약이 체결되었다. 이후 GEC-마르코니가 통합 항공전자장비 패키지 공급에서 철수하면서, FIAR와 톰슨-CSF는 각각 Grifo S7 및 RC400 레이더를 기반으로 한 여러 아비오닉스 패키지를 제안하였다. GEC-마코니는 본래 블루 호크 레이더를 이 기체에 탑재해 상업화할 계획이었다.
그러나 1998년 파키스탄의 핵실험 이후 미국 등 국제사회가 가한 제재로 인해 프로젝트는 이후 18개월간 지체되었고, 서방제 항공전자장비의 공급도 어려워졌다. 이에 따라 2001년 초, 파키스탄 공군은 기체 설계와 항공전자장비 개발을 분리하여 진행하기로 결정했다. 이로써 기체 설계는 계속 진척시킬 수 있었으며, 향후 어떤 항공전자장비든 기체에 통합하기가 용이해졌다.
2002년 9월부터는 FC-1/슈퍼-7의 시제기 생산이 시작되었고, 11월에 개최된 중국 에어쇼에서는 실물 크기의 모형(Mock-up)이 일반에 공개되었다. 같은 해 시제기에 장착될 러시아제 클리모프 RD-93 터보팬 엔진 초도 생산분도 인도되었다. 중국 항공기술 수출입공사(CATIC)의 한 관계자에 따르면, JF-17의 낮은 비용은 일부 항공전자 및 시스템이 청두 J-10에서 파생되어 채택된 덕분이다. 그는 “J-10에서 JF-17로의 기술 이전은 JF-17이 매우 경제적인 전투기로 만들어진 핵심 요소”라고 밝혔다. 또한 설계 단계에서는 컴퓨터 지원 설계(CAD) 소프트웨어가 활용되어 개발 기간이 대폭 단축되었다.

### 초도 비행 및 재설계

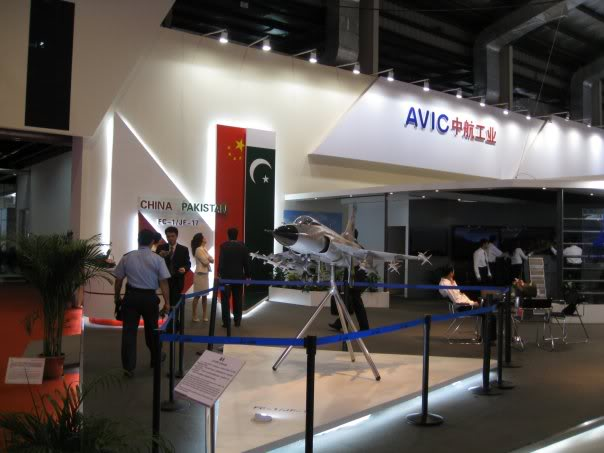
2009년 파키스탄 국방부 전시회에서 공개된 JF-17 모델

2003년 5월 31일, 첫 번째 시제기인 PT-01이 출고되어 청두 비행시험센터로 이송되었고, 초도 비행을 위한 준비에 들어갔다. 초도 비행은 6월 중으로 예정되어 있었으나, 당시 발생한 SARS(중증급성호흡기증후군) 사태로 인해 지연되었다. 이 시점 즈음에서 ‘슈퍼-7(Super-7)’이라는 명칭은 ‘JF-17(Joint Fighter-17)’로 대체되었다. 2003년 6월 27일 청두 원장 공항에서 저속 지상 활주 시험이 시작되었으며, 8월 말에 초도 비행이 이루어졌다. 공식적인 초도 비행은 9월 초에 진행되었으며, 시제기에는 파키스탄 공군의 제식 명칭인 JF-17이 표기되었다. 2004년 3월까지 청두 항공기공업 그룹(CAC)은 약 20회의 비행시험을 실시하였고, 2004년 4월 7일에는 파키스탄 공군 시험 조종사인 라시드 하비브와 모하마드 에산 울 하크가 PT-01을 첫 비행하였다. 세 번째 시제기인 PT-03은 2004년 4월 9일에 초도 비행을 마쳤다. 같은 해 3월, 파키스탄은 약 200기의 JF-17을 도입할 계획을 수립 중이었다.
세 번째 시제기 이후 여러 가지 설계 개량이 진행되어 후속 기체에 반영되었다. RD-93 엔진에서 발생하는 과도한 배기 연기로 인해 공기 흡입구는 넓어졌고, 시험 중 발견된 조종 성능 문제를 해결하기 위해 주익 앞전의 LERX(Leading Edge Root Extension, 익근 전연 확장)가 수정되었으며, 수직 미익은 전자전 장비 탑재를 위해 확대되었다. 이와 같은 개량 기체는 최대이륙중량이 소폭 증가하였고, 중국산 항공전자장비의 비율도 증가하였다. 하지만 파키스탄 공군은 서방계 항공전자장비를 선택하였기 때문에 본격적인 인도는 2005년 후반에서 2007년으로 연기되었다. 파키스탄은 영국, 프랑스, 이탈리아의 항전 패키지를 검토했으며, 최종 선정은 2006년으로 예정되었다. 네 번째 시제기 PT-04는 이 설계 개량을 처음으로 반영한 기체로, 2006년 4월에 출고되었고 4월 28일에 초도 비행을 실시했다.
기체 흡입구 설계는 기존의 경계층 제거용 램프(intake ramp) 방식 대신, 초음속 경계층 분리 기능을 갖춘 ‘무배출판 초음속 흡입구(DSI, Diverterless Supersonic Inlet)’로 교체되었다. DSI는 전방 경사형 흡입구와 3차원 압축 면을 이용하여 고속 하위음속 및 초음속 비행 시 경계층 공기의 유입을 효과적으로 방지한다. 록히드 마틴에 따르면 DSI는 마하 2 이하 속도에서 경계층 공기의 엔진 유입을 방지하며, 기계식 복합 흡입 구조가 필요 없기 때문에 기체 중량이 줄어들고, 레이더 반사 면적(RCS)이 낮아져 스텔스 성능이 향상된다고 한다. 1999년부터 JF-17 성능 향상을 위한 DSI 개발이 시작되었고, 최종 설계는 2001년에 완료되었다. 다수의 모형이 풍동 실험을 거쳤으며, 그 결과 DSI는 무게와 비용, 복잡도를 줄이면서도 기체 성능을 개선하는 것으로 확인되었다.
항공전자 및 무장 통합 시험 단계에서 PT-04는 4세대 항전 시스템을 탑재하였으며, 이 시스템은 센서 융합, 전자전 장비, 향상된 조종계 인터페이스(HMI), RD-93 엔진용 디지털 전자 엔진 제어장치(DEEC), 플라이 바이 와이어(FBW) 비행제어 시스템, 주야간 정밀 타격 능력, 그리고 BVR(장거리 공대공 교전) 능력을 갖춘 다중모드 펄스 도플러 레이더를 포함하고 있다. 여섯 번째 시제기 PT-06은 2006년 9월 10일에 초도 비행을 하였고, 2008년에는 탈출 좌석 공급을 위한 경쟁에서 영국 마틴 베이커사가 중국 업체를 제치고 PK16LE 사출좌석 50기를 납품하기로 선정되었다.

### 생산

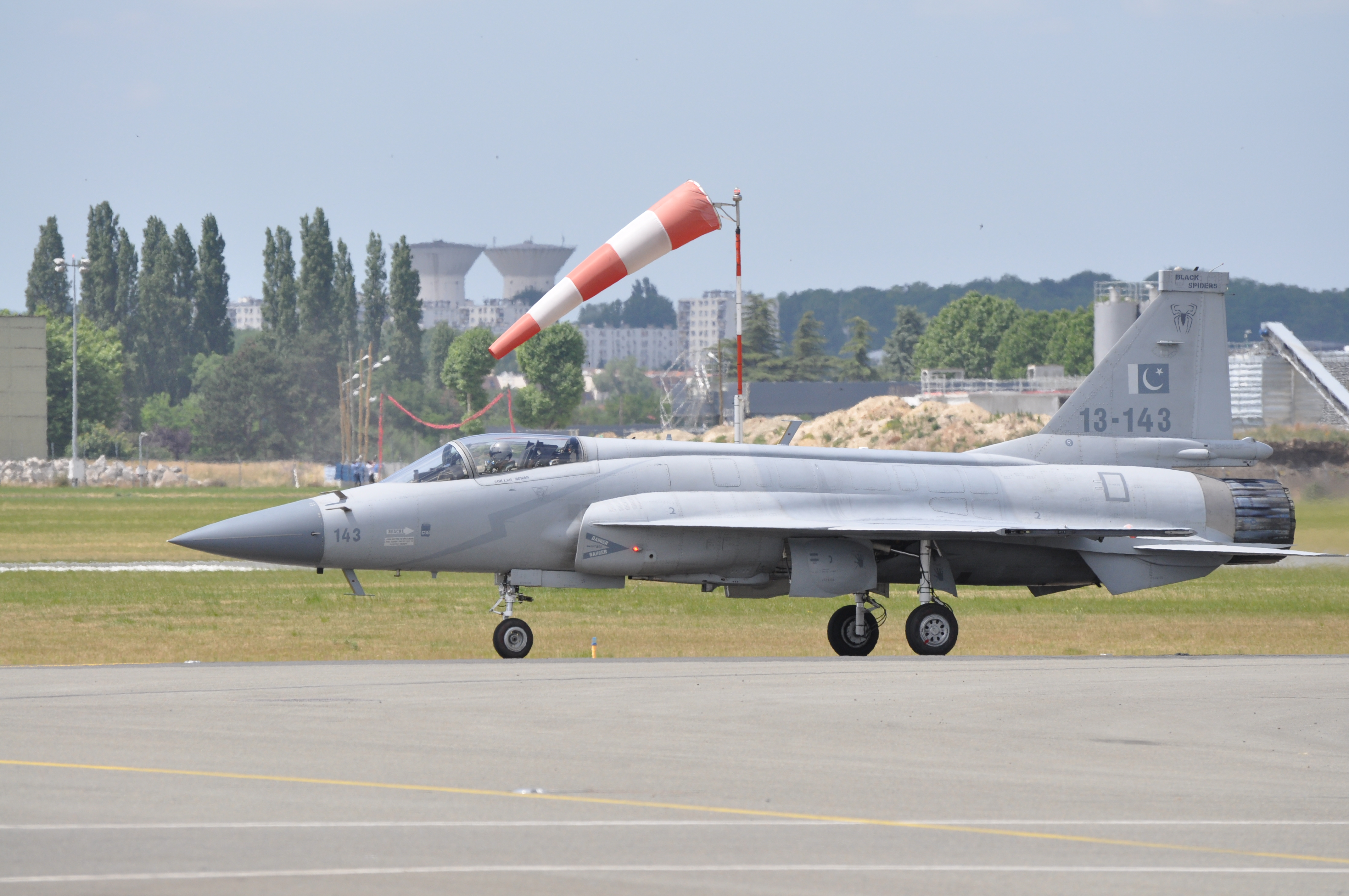
2015년 파리 에어쇼에 참관한 JF-17이 파리 르부르제 공항에 있는 모습.

2007년 3월 2일, 소량 양산형(SBP) JF-17 전투기 2기가 분해된 상태로 파키스탄에 도착하였으며, 이들은 같은 해 3월 10일에 초도 비행을 마친 뒤 3월 23일 파키스탄 데이 퍼레이드에서 공중 시범 비행에 참가하였다. 파키스탄 공군은 2015년까지 청두 F-7, 난창 A-5, 다소 미라주 III/5 전투기를 모두 대체하기 위해 총 200기의 JF-17을 도입할 계획이었다. JF-17의 공중 급유 능력 확보를 위해, 파키스탄 공군은 기존 보유 중인 미라주 III 일부 기체에 공중급유용 IFR(Inflight Refueling) 프로브를 장착하여 훈련용으로 개조하였다. 원래는 2006년부터 비행시험에 돌입할 예정이었던 복좌형 전투훈련기는, 2009년 파키스탄 측 결정에 따라 전투 훈련 외에 지상공격 임무도 수행할 수 있는 특화형 공격기로 개발 방향이 바뀌었다.
2007년 11월, 파키스탄 공군과 파키스탄 항공단지(PAC)는 중국 난징 전자기술연구소(NRIET)가 개발한 KLJ-10 레이더의 파생형과, 능동 레이더 유도식 공대공 미사일인 LETRI SD-10을 장착한 기체를 시험 비행하였다. 2005년부터 PAC는 JF-17 부품 생산을 시작하였으며, 주요 구조 부품의 조립은 2008년 1월 22일부터 본격 착수되었다. 파키스탄 공군은 초기 생산분 16기 중 선행 양산형 8기를 2005년까지 인도받을 예정이었으며, 초기 작전능력(IOC)은 2008년 말까지 확보되는 것이 목표였다. 파키스탄 내에서의 최종 조립은 2009년 6월 30일부터 시작되었으며, PAC는 그 해 46기를 완성할 계획이었다. 이후 2010년에는 12기, 2011년부터는 연간 1516기 생산을 목표로 하였으며, 연간 생산 능력은 최대 25기까지 확장 가능하도록 계획되었다. 2015년 12월 29일, PAC는 2015년도 16번째 JF-17의 출고를 발표하면서 총 생산 수량이 66기를 초과했음을 밝혔다. 이후 파키스탄 공군 대변인은 여러 국가에서 JF-17에 대한 관심이 증가함에 따라, 카므라(Kamra)의 PAC 내 생산 능력을 확대하기로 결정했다고 발표했다.
러시아는 2007년 8월, 중국이 파키스탄에 JF-17용 RD-93 엔진 150기를 재수출하는 것을 승인하는 계약을 체결하였다. 그러나 2008년, 파키스탄 공군은 RD-93 엔진에 대해 완전한 만족을 표하지 않았으며, 해당 엔진은 초도 생산형 50기까지만 사용할 계획이라고 보고하였다. 당시 프랑스제 스넥마 M53-P2 엔진이 대체 엔진으로 논의되고 있다는 주장이 제기되었다. 러시아 MiG 및 수호이 설계국 대표 미하일 포고시안은 JF-17이 MiG-29와 수출 시장에서 경쟁할 수 있다는 이유로, RD-93의 수출을 러시아 국영 방산수출회사 로소보로넥스포르트(Rosoboronexport)가 차단해야 한다고 주장하였다. 2010년 판버러 에어쇼에서 JF-17은 국제 무대에 처음으로 전시되었으며, 본래 예정되어 있던 공중 기동 시범은 참가 결정이 늦어진 데다 면허 및 보험 문제로 인해 취소되었다. 한편, 2005년 11월 16일부터 21일까지 중국 주하이시에서 개최된 에어쇼 차이나 2010에서 로소보론엑스포트 관계자는, 러시아와 중국이 FC-1용으로 개발된 RD-93 엔진 100기 공급 계약(2억 3,800만 달러 규모)을 체결했으며, 추가로 400기에 대한 옵션도 포함되었다고 밝혔다.